# Dmitri Andrejewitsch Gudkow
Dmitri Andrejewitsch Gudkow, russisch Дмитрий Андреевич Гудков, englische Transkription Dmitry Andreevich Gudkov, (* 18. Mai 1918 in Wologda; † 1992) war ein russischer Mathematiker. Ihm gelang die Lösung eines bedeutenden Teils des 16. Hilbert-Problems in der reellen algebraischen Geometrie.

## Leben
Gudkow war der Sohn eines Landvermessers (der um 1919 starb) und einer Ärztin. 1926 zog seine Mutter mit ihm nach Nischni Nowgorod und 1935 nach Gorki, wo Gudkow ab 1936 an der Staatlichen Universität studierte mit dem Abschluss 1941. Danach war er Soldat und auch an der Eroberung Berlins beteiligt. Er war ab 1946 Assistent an der Universität von Nischni Nowgorod und ab 1954 Dozent am Lehrstuhl für Analysis. 1961 wurde er Mathematikprofessor in der Abteilung Radiophysik mit einer vollen Professur ab 1971. Er erhielt 1978 den Lehrstuhl für Geometrie und höhere Algebra.
Gudkow wurde 1953 bei Alexander Alexandrowitsch Andronow an der Lobatschewski-Universität in Nischni Nowgorod promoviert. Andronow regte an, die Theorie der Bifurkationen (sein Spezialgebiet) von Lösungen von Differentialgleichungen am Beispiel algebraischer Kurven zu studieren. David Hilbert und Axel Harnack hatten dort das Problem der topologischen Klassifikation ebener algebraischer Kurven über die Deformation (kleine Störungen) ausgewählter Ausgangskonfigurationen angegangen. In seiner Dissertation meinte er damals, Hilberts Vermutung über die Anzahl der unterschiedlichen topologischen Konfigurationen im 16. Hilbert-Problem bewiesen zu haben, als er dies aber für seine Habilitation 1969 ausarbeiten wollte, fand er einen Fehler und eine weitere Konfiguration außer den beiden von Harnack und Hilbert und vollendete den Beweis dieses Teils von Hilberts 16. Problem (topologische Klassifizierung der nicht-singulären ebenen projektiven algebraischen Kurven vom Grad 6). Gleichzeitig stellte er eine Vermutung über die Topologie algebraischer Kurven in der projektiven Ebene auf, die 1972 teilweise von Wladimir Arnold bewiesen wurde. Bei seinem Versuch den Rest zu beweisen, fand Wladimir Abramowitsch Rochlin bald darauf, dass die Vermutung falsch war und bewies eine erweiterte und korrigierte Vermutung.
1992 erschien seine russische Biographie von Nikolai Iwanowitsch Lobatschewski. Er veröffentlichte darin erstmals einige Dokumente und klärte einige Fragen der Genealogie (zum Beispiel, dass die vorgeblichen Söhne von Lobatschewski nicht seine waren, sondern die des Landvermessers Sergei Stepanowitsch Schebarschin (1748/49–1797)).
Seit 1948 war er Mitglied der KPdSU.
Seine Hobbys waren Schach, Fischen, Gartenarbeit und Pilzesammeln.

## Schriften (Auswahl)
- The topology of real projective algebraic varieties, Russian Mathematical Surveys, Band 29, 1974, S. 1–79
- mit  A. D. Krakhnov: Periodicity of the Euler characteristic of real algebraic (M—1)-manifolds, Functional Analysis and Its Applications, Band 7, 1973, S. 98–102
- Ovals of sixth order curves, in: Nine Papers on Hilbert's 16th Problem,  American Mathematical Society Translations 112, 1978, S. 9–14
- On the topology of algebraic curves on a hyperboloid, Russian Mathematical Surveys, Band 34, 1979, Nr. 6, S. 27–35